# Орел степовий (срібна монета)
«Орел степови́й» — срібна пам'ятна монета номіналом десять гривень, випущена Національним банком України. Присвячена рідкісному у цілинному українському степу виду родини Яструбових — орлу степовому, занесеному до Червоної книги України. Орел степовий в Україні до 1980-х років гніздився в заповіднику Асканія-Нова. У більш пізній період є рідкісним на прольоті.
Монету було введено в обіг 20 січня 1999 року. Відноситься монета до серії «Флора і фауна».

## Опис монети та характеристики
| Номінал грн. | Метал            | Маса, грам   | Діаметр, мм. | Якість виготовлення | Гурт     | Тираж, штук |
| ------------ | ---------------- | ------------ | ------------ | ------------------- | -------- | ----------- |
| 10           | срібло 925 проби | 31,1 / 33,62 | 38,61        | пруф                | рифлений | 5 000       |

### Аверс
На аверсі монет в обрамленні вікна, що складається з окремих видів флори і фауни, розміщені зображення малого Державного герба України і написи у чотири рядки: на монеті із срібла — «УКРАЇНА», «10 ГРИВЕНЬ», «1999», позначення та проба металу — «Ag 925» і його вага у чистоті — «31,1».

### Реверс

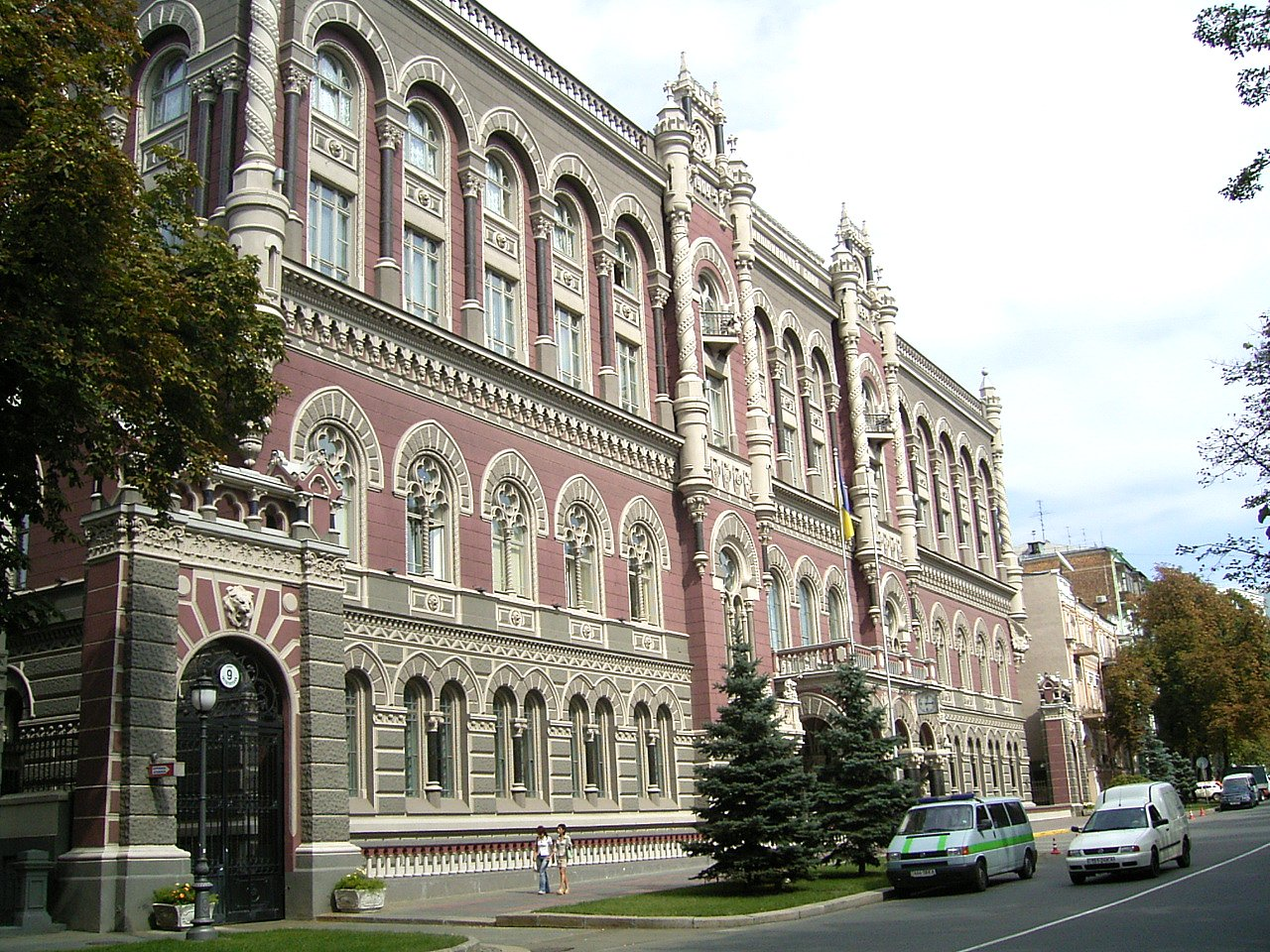
Будівля Національного банку України

На реверсі монет розміщені зображення орла степового в асканійському степу та кругові написи «ОРЕЛ СТЕПОВИЙ» і «AQUILA RAPAX».

## Автори
- Художник — Дем'яненко Володимир.
- Скульптор — Дем'яненко Володимир.

## Вартість монети
Ціна монети — 575 гривень була вказана на сайті НБУ в 2013 році.
Фактична приблизна вартість монети з роками змінювалася так:
| Рік        | 2010  | 2011  | 2012  | 2013  | 2014 | 2015  | 2016  | 2017  | 2018  | 2019  | 2020  | 2021  | 2022  | 2023  | 2024  | 2025  |
| ---------- | ----- | ----- | ----- | ----- | ---- | ----- | ----- | ----- | ----- | ----- | ----- | ----- | ----- | ----- | ----- | ----- |
| Ціна, грн. | 1 100 | 1 100 | 1 100 | 1 100 | 750  | 1 000 | 1 400 | 2 500 | 2 200 | 1 650 | 1 260 | 2 100 | 2 600 | 3 600 | 6 000 | 6 000 |